# Clay City (Alabama)
Clay City es un área no incorporada en el condado de Baldwin, Alabama, Estados Unidos.

## Historia
La comunidad lleva el nombre de los depósitos de arcilla (clay, en inglés) circundantes. En efecto, en Clay City tradicionalmente abundaban los fabricantes de ladrillos y tejas. El azulejo utilizado en el antiguo ayuntamiento de Fairhope se hizo en Clay City. Las primeras obras de alfarería de Clay City se establecieron a orillas del río Fish en 1850 y permanecieron en funcionamiento hasta 1900. Otra fábrica de cerámica se estableció en 1940, y sus hornos aún se pueden ver hoy.